# Eanred z Nortumbrii
Eanred z Nortumbrii, Andredo (ur. w VIII wieku; zm. 840) – władca anglosaskiego królestwa Nortumbrii od 808 do 840.

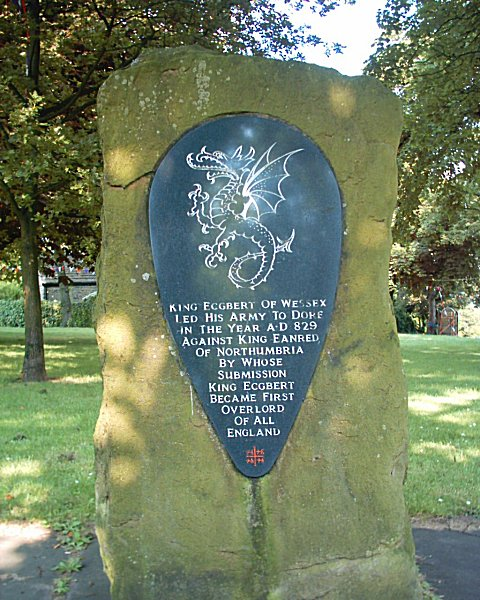
Pomnik upamiętniający spotkanie Egberta z Wessexu i Eanreda w Dore

## Źródła informacji
Niewiele jest pewnych informacji na temat Eanreda i jego rządów. Kontrowersje wśród historyków dotyczą nawet przybliżonego okresu jego panowania. Według Rogera z Wendover Eanred panował w latach 810-840, ale współcześni mediewiści datują jego panowanie raczej na lata 808-840. Wspomina o nim również Kronika anglosaska, przytaczając okoliczności spotkania w Dore z Egbertem, królem Wessexu.

## Pochodzenie
Eanred był synem Eardwulfa i jego pierwszej żony, nieznanej z imienia. Być może był potomkiem Edwulfa, który władał Nortumbrią na początku VIII wieku. Znane jest imię jednego potomka Eanreda - Etelreda, który został jego sukcesorem.

## Życiorys
Według Rogera z Wendover, Eanred zasiadł na tronie w 810 roku. Nic nie wiadomo o okolicznościach, w jakich został następcą uzurpatora Elfwalda. Nie jest również wykluczone, że objął władzę znacznie później (nawet ok. 830 roku), jeśli wierzyć źródłom frankońskim, które stwierdzają, że Eardwulf odzyskał tron i panował jeszcze jakiś czas.
Konkretna wzmianka o Eanredzie znajduje się w Kronice anglosaskiej. Znajduje się tu relacja z najazdu Egberta z Wessexu na Nortumbię w 829 roku. Obaj władcy spotkali się w miejscowości Dore. Do walk nie doszło, gdyż Eanred złożył Egbertowi hołd i poprzysiągł posłuszeństwo. Egbert podporządkował sobie w ten sposób całą ówczesną anglosaską Brytanię, zostając pierwszym królem Anglii.
Za panowania Eanreda pojawił się nowy rodzaj monety, styca, która zastąpiła wcześniejsze sceaty. Początkowo były to monety o niewielkiej zawartości srebra, a w późniejszym okresie został ten kruszec zastąpiony przez mosiądz. Zachowała się spora ilość tych monet, co świadczy o tym, że została duża ich ilość wyemitowana.
Eanred zmarł w 840 roku. Kolejnym władcą Nortumbrii został jego jedyny syn, Etelred II.